# Qarmaseh
Qarmaseh (persiska: قرمسه) är en ort i Iran.   Den ligger i provinsen Golestan, i den norra delen av landet, 280 km nordost om huvudstaden Teheran. Antalet invånare är 239.
Terrängen runt Qarmaseh är mycket platt. Runt Qarmaseh är det ganska tätbefolkat, med 86 invånare per kvadratkilometer. Närmaste större samhälle är Bandar-e Torkaman, 10,5 km söder om Qarmaseh. Trakten runt Qarmaseh består till största delen av jordbruksmark.